# Faisão-dourado
Faisão-dourado (Chrysolophus pictus), também conhecido como faisão-chinês e cateleuma, é uma espécie de faisão, um grupo de aves galliformes da família dos fasianídeos. Não são reconhecidas subespécies.

## Etimologia
O nome do gênero vem do grego antigo khrusolophos que significa "Com a crista dourada" e pictus vem do latim pingere que significa "pintado".

## Distribuição
Essa espécie ocorre na China central. Sua distribuição vai do sudeste de Chingai e Gansu ao Qinling em Xianxim, ao sul pelo leste de Sujuão, Hubei, Guizhou e Hunão, ao nordeste de Iunã e ao norte de Quancim. Não se sabe estipular o tamanho da sua população natural, mas aponta-se que pode estar diminuindo devido à expansão urbana. A UICN classifica a espécie como "menos preocupante" por conta da grande área de distribuição e por aparentemente o declínio de populações não estar ocorrendo. A espécie foi introduzida em outras localidades e ocorre de forma livre em vários lugares da Inglaterra, País de Gales e ao sul da Escócia.

## Descrição
É uma ave nativa das florestas de áreas montanhosas do oeste da China, porem, tem grande população estabelecida fora dessa região, onde foi introduzida como ave ornamental.
O macho adulto tem entre 90 e 105 cm de comprimento e sua cauda conta por cerca de dois terços desse total. Tem um topete dourado e as penas corporais vermelhas, com áreas azuis nas asas e verde logo abaixo do seu pescoço. Há um leque de penas no pescoço, que pode ser "aberto" cujas cores alternam entre o laranja e o preto. Sua cauda tem como cor predominante canela, ponteada de pintas pretas. Suas pernas e pés, assim como o bico são amarelo opaco, seus olhos são de um amarelo com uma pupila preta e destacada.
A fêmea é bem menos colorida, com plumagem marrom mosqueada mais opaca, semelhante à da fêmea de faisão comum. Ela é mais escura e mais esguia que o macho, medindo entre 60 e 80 cm, com uma cauda proporcionalmente mais curta. O peito e as laterais da fêmea são forrados de amarelo-claro e marrom-escuro, o abdômen é amarelo-claro. Elas tem rosto e garganta amarelos. Algumas fêmeas anormais podem obter alguma plumagem masculina. Pernas e pés são de um amarelo opaco.
Voz
O Faisão-dourado tem um alto canto territorial, de aspecto áspero e metálico, sendo comparando com o afiar de uma foice. É sempre executado em uma ou duas sílabas com intervalos curtos. A chamada de cortejo em ambos os sexos é simples ou com cordas, podendo variar de tom, intensidade e aspereza dependendo da situação. O som de alerta para ameaças é um ganido agudo, enquanto o chamado se compara a uma risada suave que lembra uma Galinha d'Angola. Em caso de ameaças em terra, a fêmea emite um cacarejo e em caso de ameaças aéreas ela emite um miado suave(tluck tluck). Em caso de sentir medo, a chamada de alarme é um "iiiihhhh" estridente. Além dos sons sibilantes e guinchos que podem ser ouvidos durante o acasalamento, o macho emite também um som macio, semelhante ao de uma galinha, como atração para alimento e parte do cortejo.
Hábitos
São aves tipicamente terrestres, mas se empoleiram nas árvores à noite. Assim como outras aves da ordem dos Galináceos ele tem baixa capacidade de voo, preferindo muitas das vezes correr em casos de fuga.
Alimentação
Eles se alimentam tipicamente de grãos, sementes, vegetais, insetos e invertebrados que vivem no solo.
Reprodução
O Faisão-dourado em época de reprodução tem comportamento monogâmico. Fora deste período ele pode ser encontrado em pares ou em trio de aves. As fêmeas estão maduras sexualmente por volta do seu primeiro ano de vida, enquanto os machos um pouco mais tarde, por volta de julho e agosto do segundo ano de vida.
No período de reprodução, os machos fazem seus chamados em intervalos curtos. Nesse período ocorrem disputas territoriais. O cortejo começa com o macho circulando rapidamente a fêmea com mudanças abruptas de direção. De forma igualmente abrupta, ele assume a postura de corte, onde fica ao lado da fêmea com uma das pernas levantada e se apresenta com as asas levemente abaixadas exibindo suas costas coloridas. Ele abaixa a cabeça e abre em leque sua gola de penas e a cauda. Ele emite sons sibilantes. A fêmea, apesar de uma reluta inicial, mostra-se apta a acasalar quando se agacha com as asas relaxadas.
Durante a postura, a fêmea se separa do macho para desovar e chocar os ovos. A postura consiste em 5 a 12 ovos de característica brilhante, branco-creme, com cerca de 45x33mm de tamanho. Esses ovos são chocados por 22 ou 23 dias. Os filhotes nascem e costumam ficar de 1 a 2 dias no ninho até serem conduzidos pela mãe para se alimentar. Com cerca de 12 a 14 dias eles passam a empoleirar-se ao lado da mãe.

## Galeria

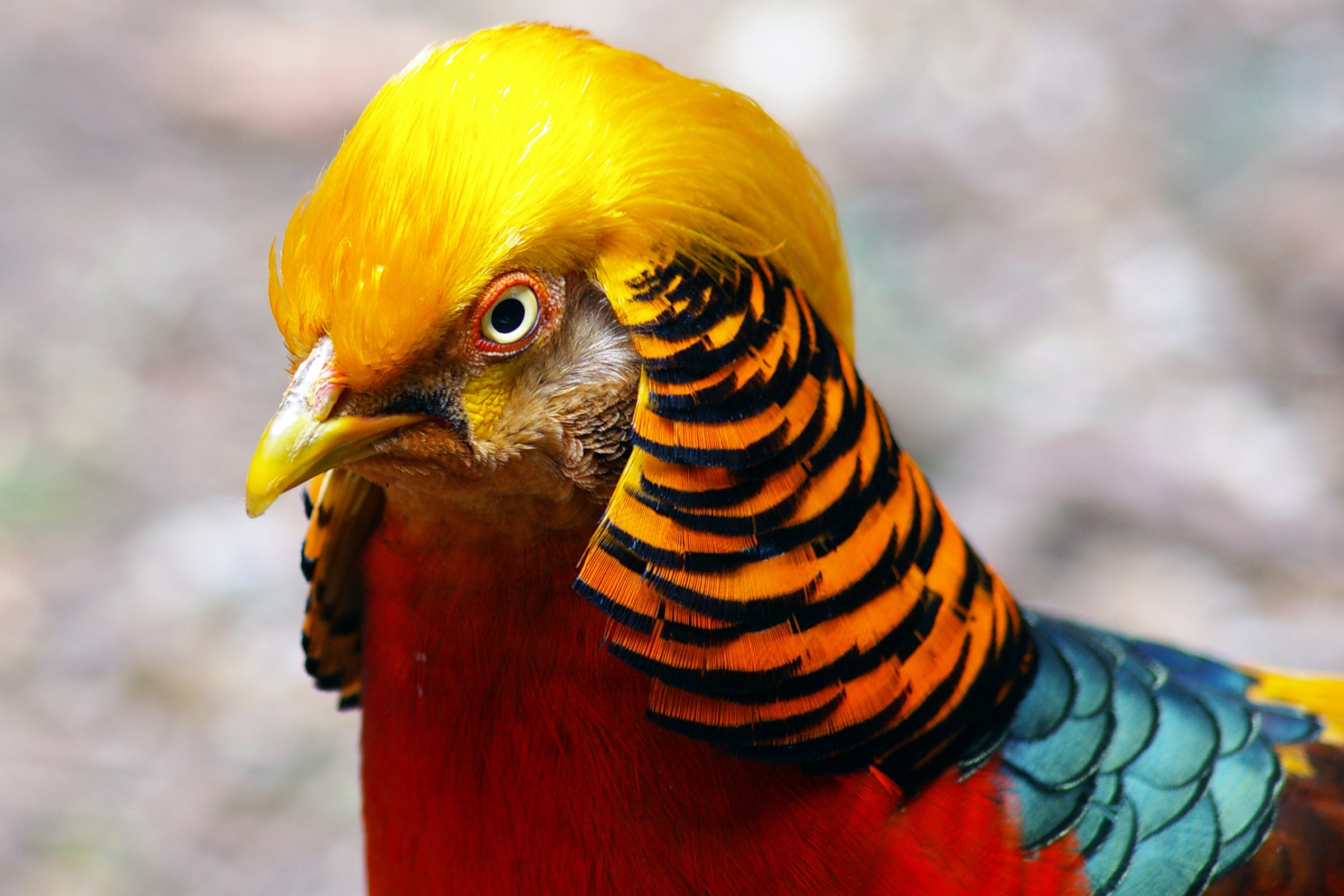
Percebe-se a gola de penas que se abre em leque.
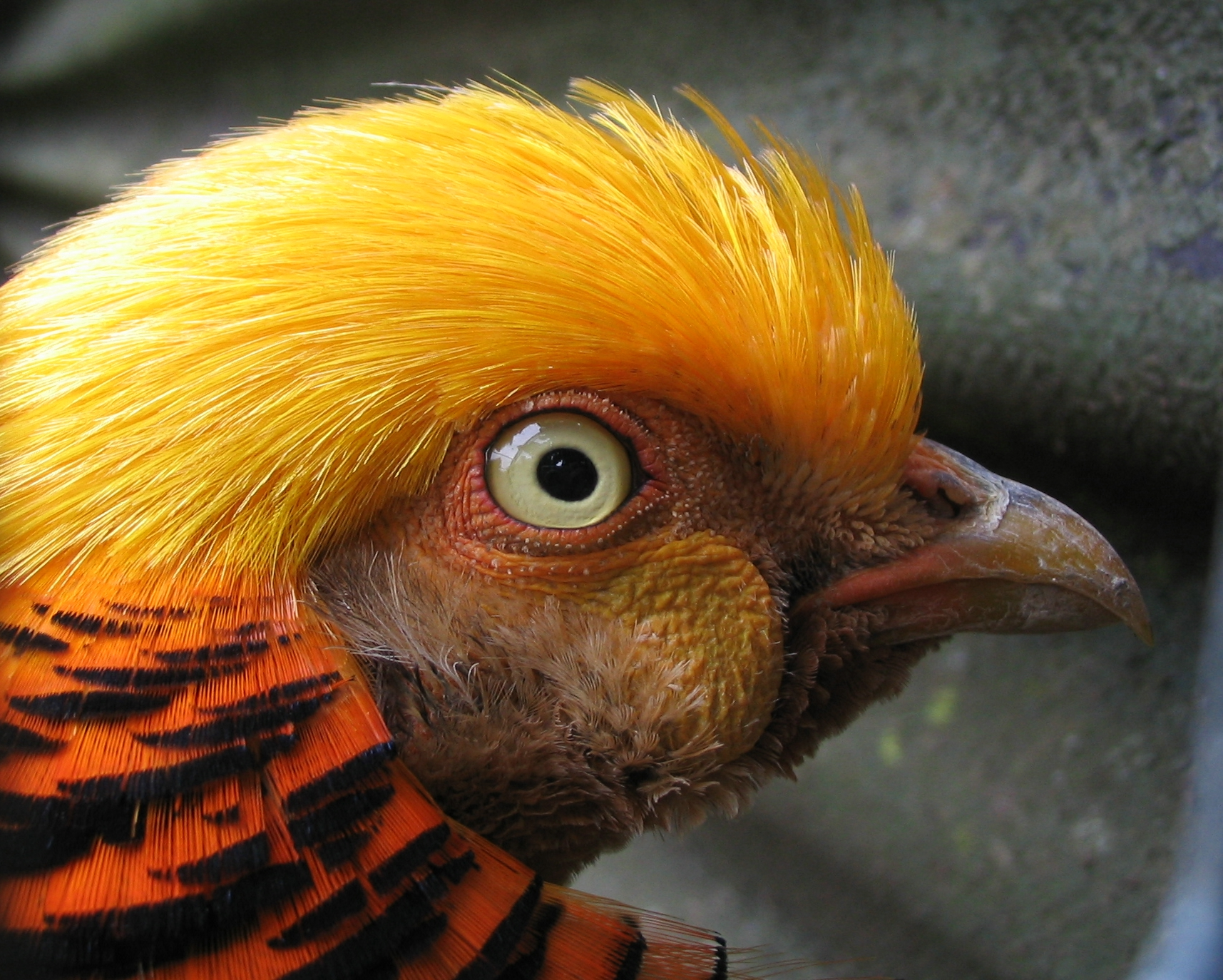
Ele possui um topete dourado e a face nua com uma pequena barbela amarela.
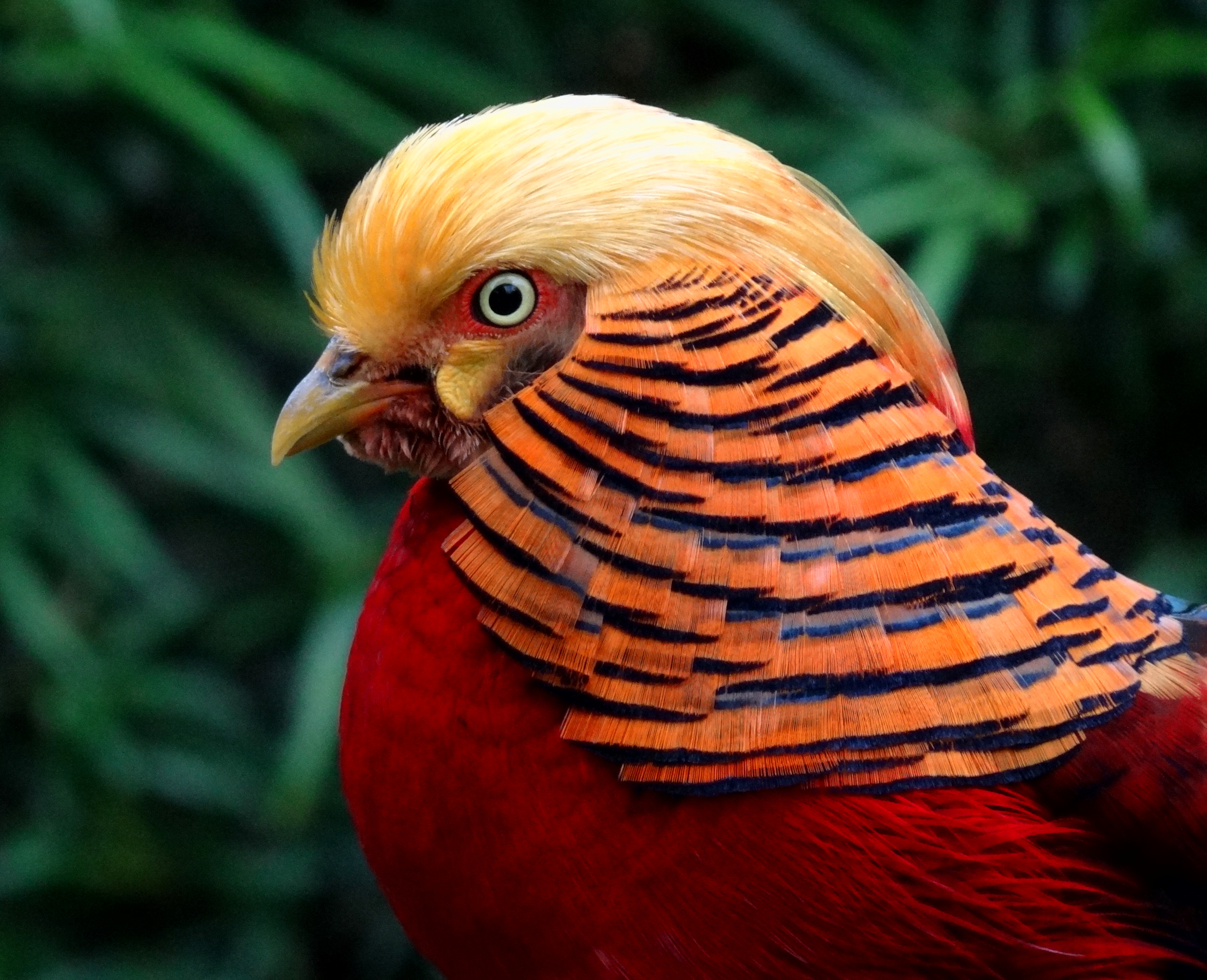
O bico é uma mescla de amarelo com preto. Suas penas peitorais são vermelhas.
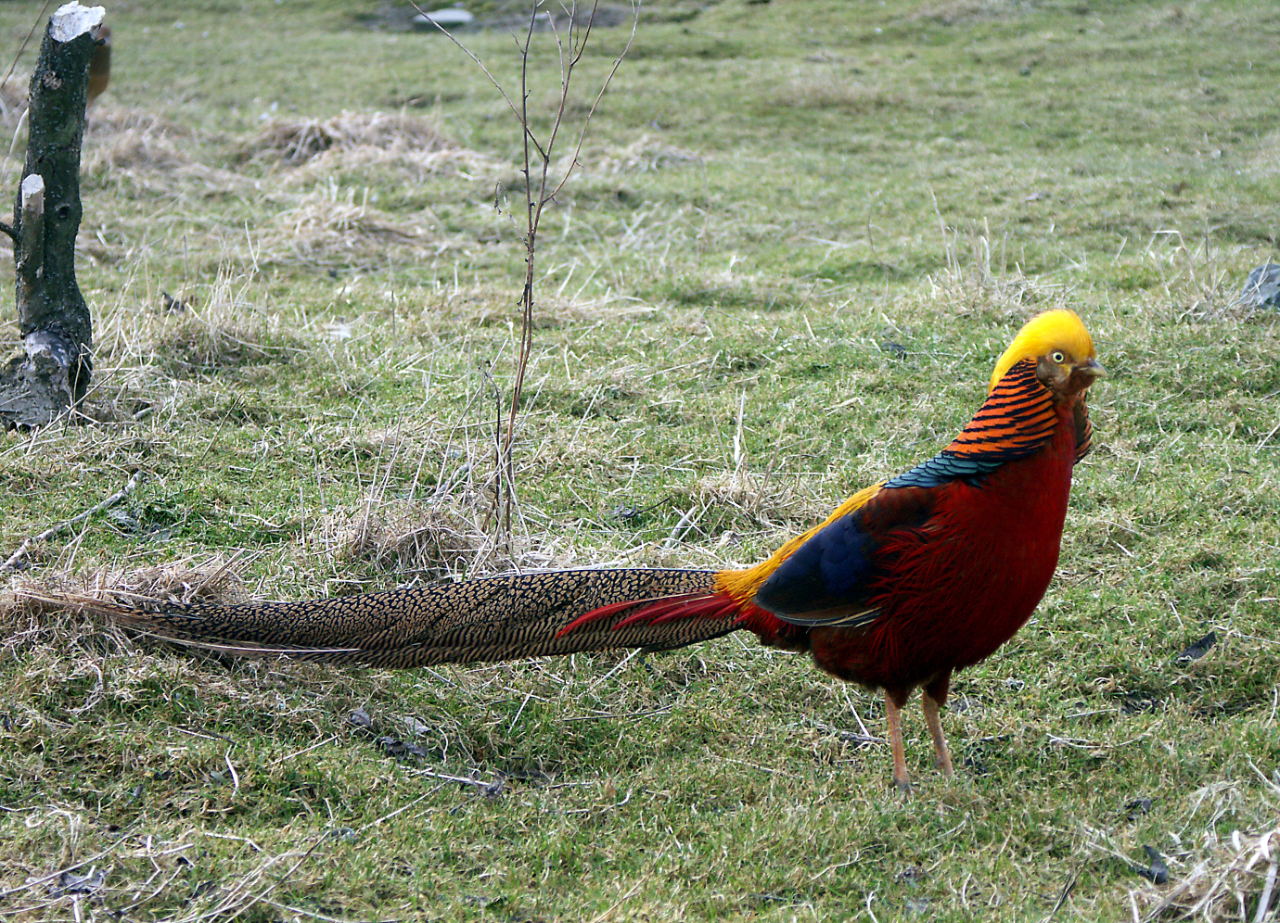
Assim como outros faisões, possui uma longa cauda.
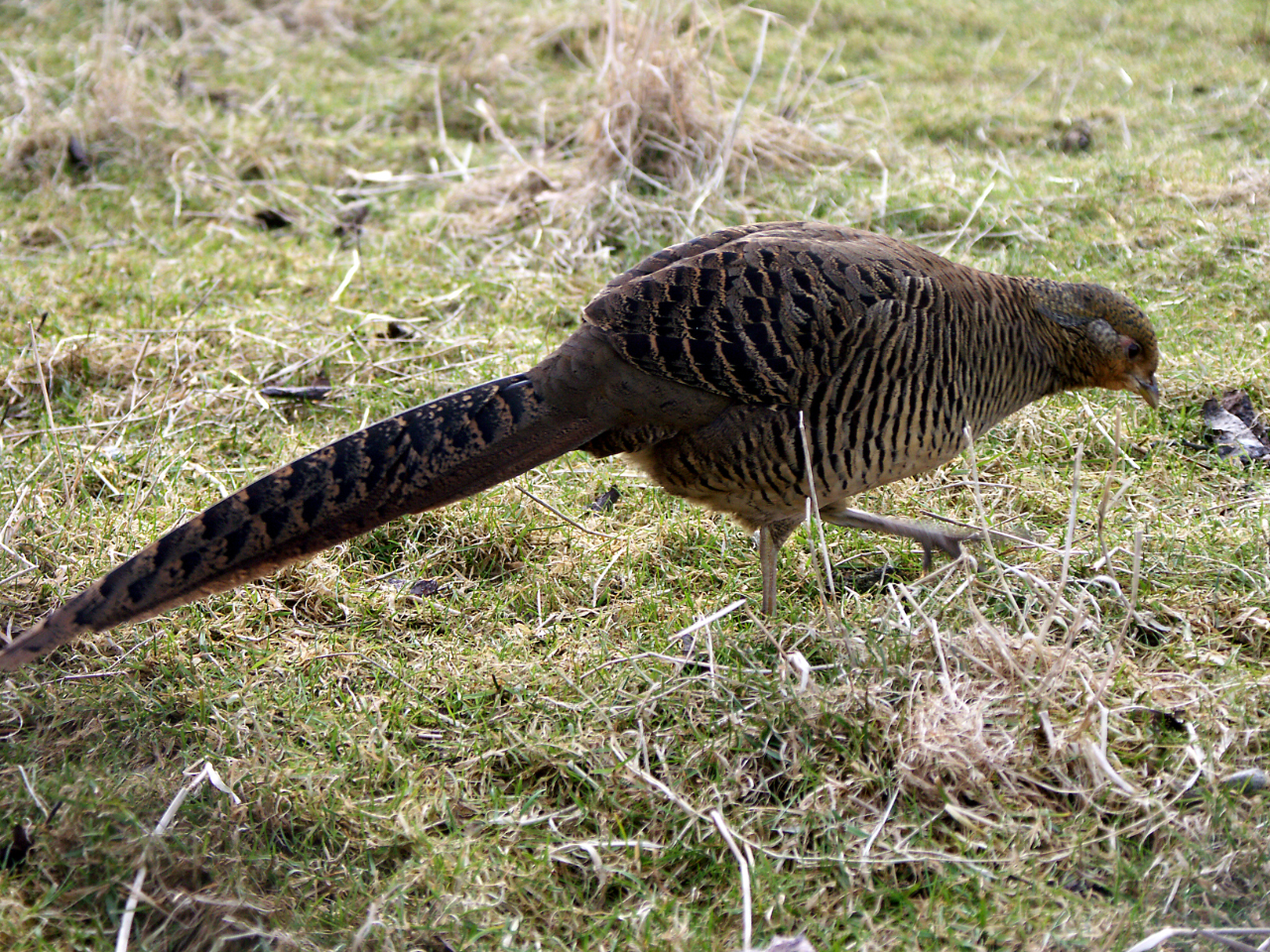
A fêmea é bem menos colorida.
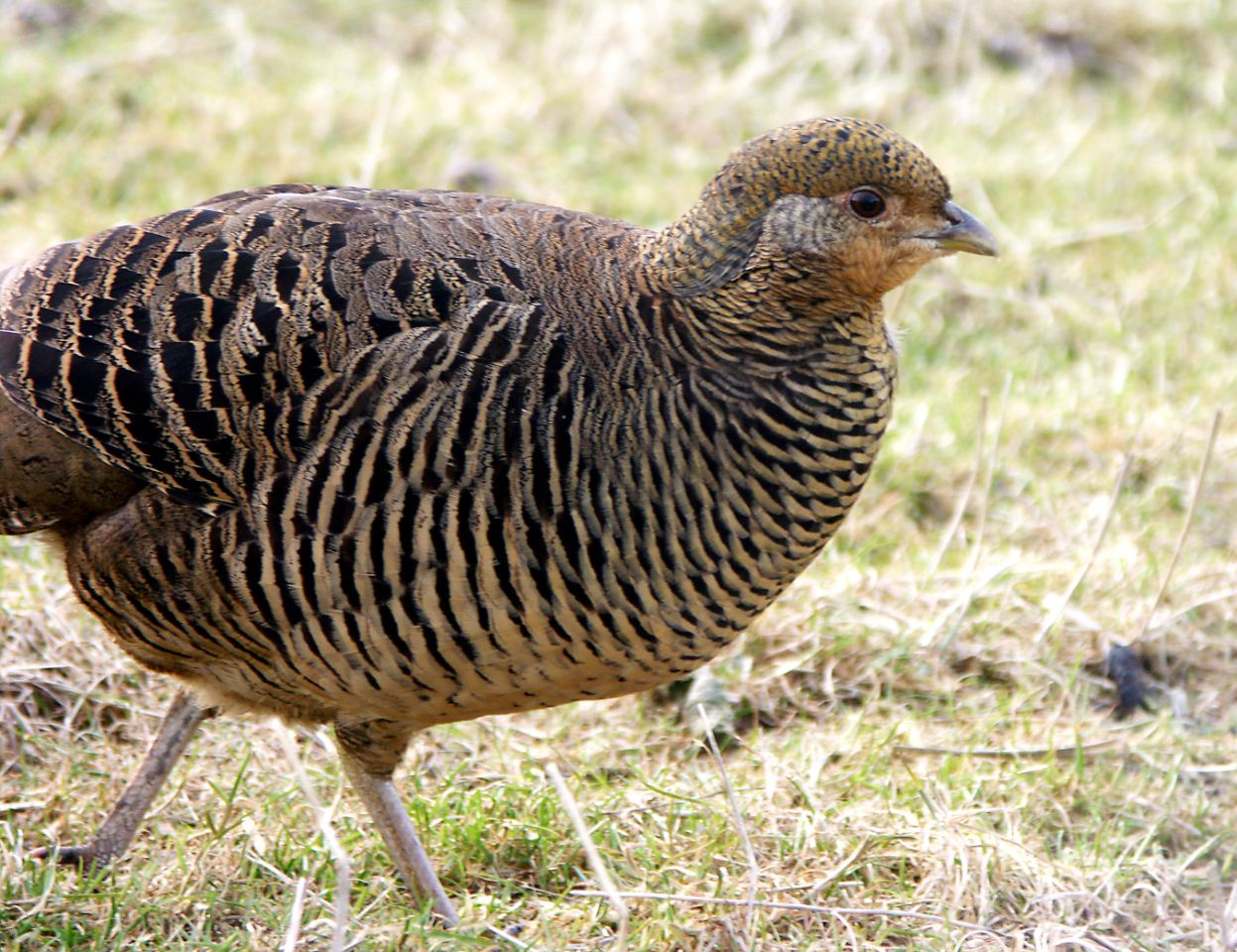
Ela apresenta um padrão listrado marrom-branco.
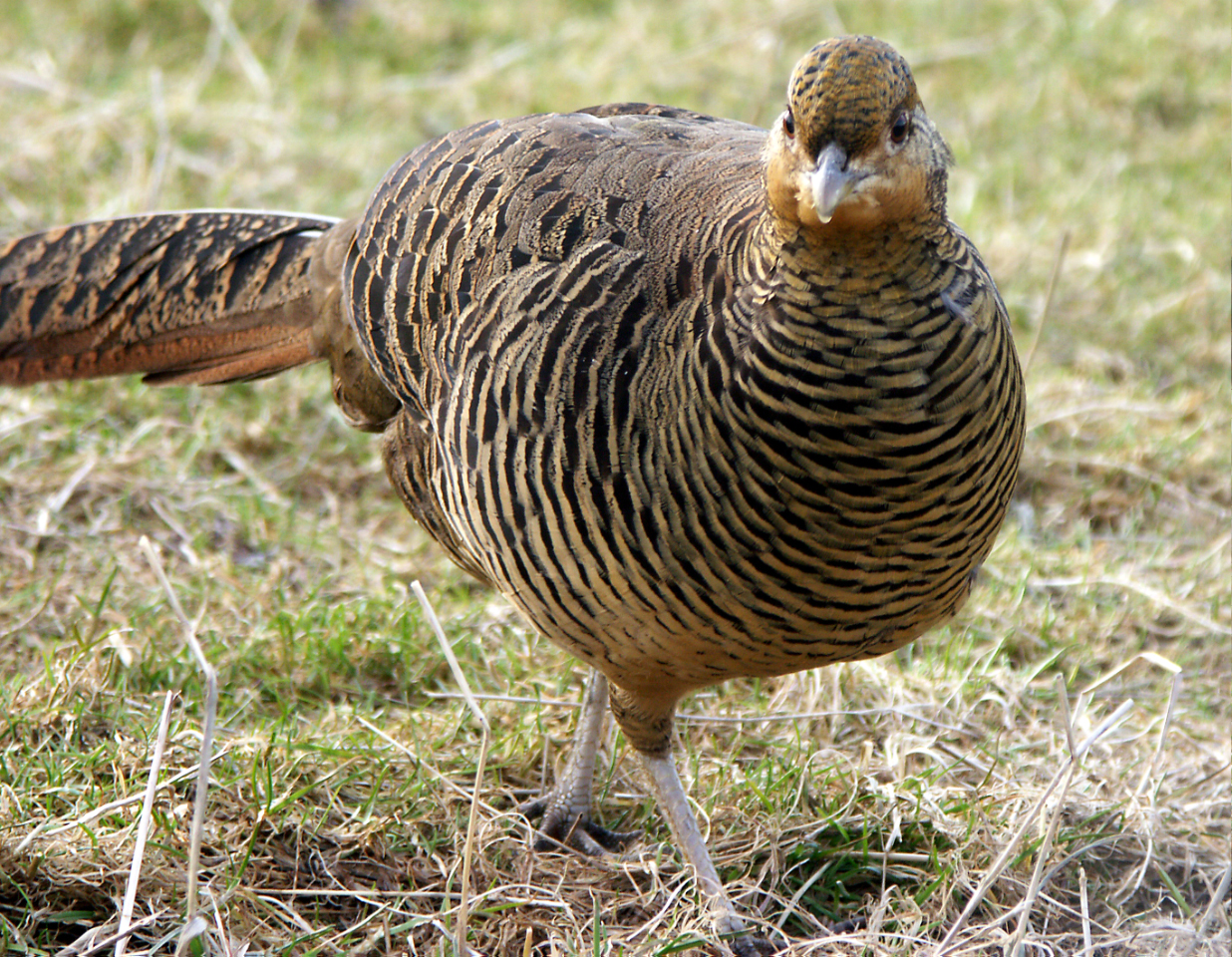
E é menor que o macho.
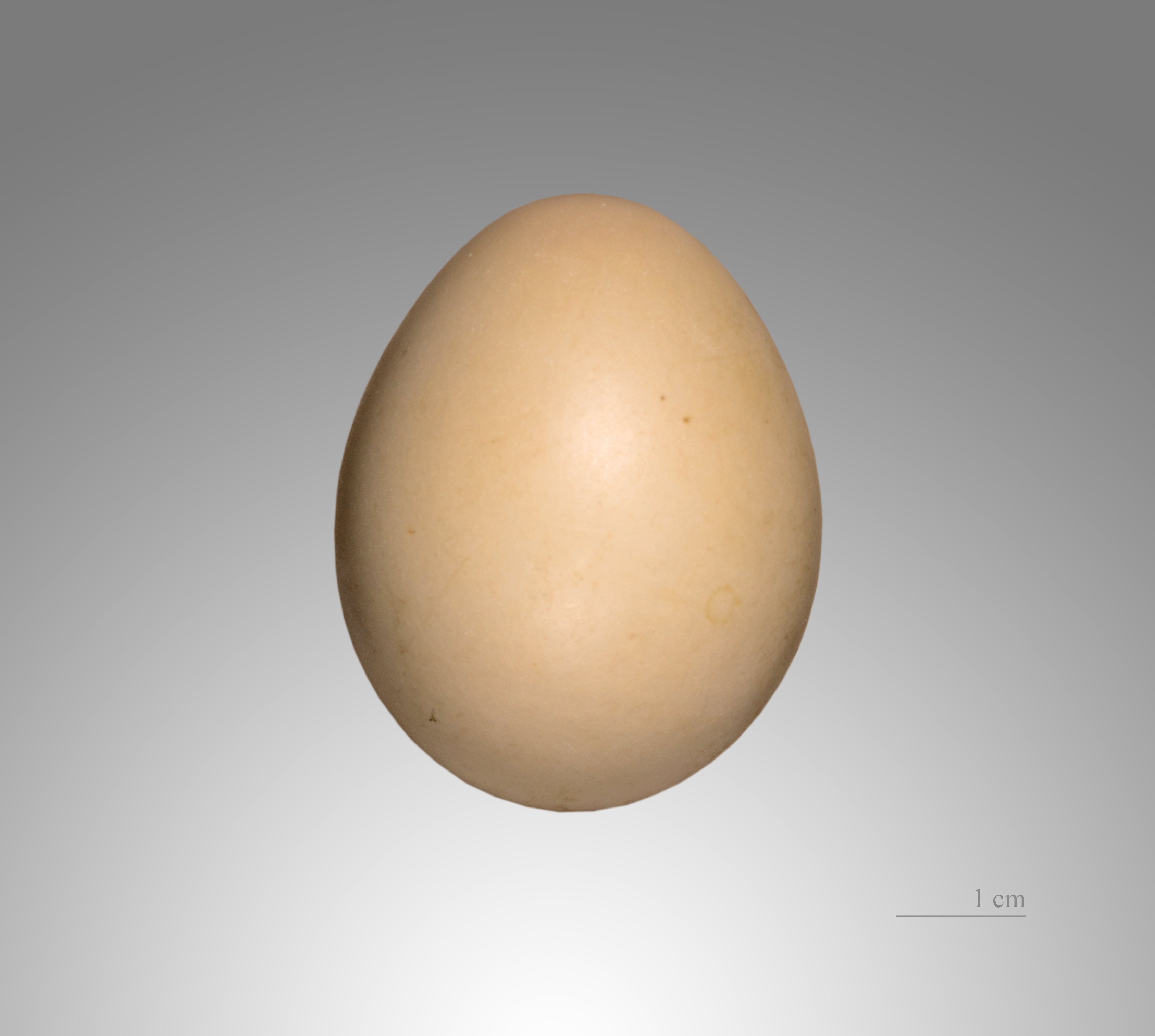
Um ovo de cor "branco-creme" ou "pessego".

## Literatura
- Heinz-Sigurd Raethel: Hühnervögel der Welt. Verlag J. Neumann-Neudamm GmbH & Co. KG, Melsungen 1988, ISBN 3-7888-0440-8.(em alemão)
- Mark Rehfisch: Chrysolophus pictus. In: Ward J. M. Hagemeijer, Michael J. Blair: The EBCC Atlas of European Breeding Birds. Their distribution and abundance. T & A D Poyser, London 1997, ISBN 0-85661-091-7, S. 220.(em inglês)